# 시세이도 재팬
시세이도 재팬 주식회사(일본어: 資生堂ジャパン株式会社, 영어: Shiseido Japan Co., Ltd.)는 도쿄도 미나토구에 본사를 둔 시세이도 그룹의 일본 지역 본부이다.
2015년 10월 시세이도 일본 국내 화장품 사업의 일부를 자회사의 시세이도 판매에 승계하고, 시세이도 판매 회사를 시세이도 재팬에 변경 한 것에 의해 발족했다.
일본 지역에서의 사업 활동에 관한 모든 책임과 권한을 가진 지역 본부로서 영업 기능, 마케팅 기능 추가 인사, IT, 금융 등의 기업 기능이 있다.

## 연혁
- 1995년 4월 - 시세이도 판매 업체 15개사를 합병하고, 시세이도 화장품 판매 (이후에 시세이도 판매로 상호 변경) 설립.
- 2015년 10월 - 시세이도 일본 국내 화장품 사업의 일부를 시세이도 판매에 승계. 시세이도 판매 시세이도 재팬 주식회사로 상호 변경.
- 2019년 5월 - 본사를 〈일본 생명 하마마츠 클레어 타워〉 내에 이전하여 새로운 본사 〈SJ-Station〉을 개설.
- 2021년 7월 - 퍼스널 케어 사업을 파인 투데이 시세이도에 양도.[2]

## 같이 보기
- 시세이도
- 에프티 시세이도
- 파인 투데이 시세이도
- 시세이도 팔러